# 나고정 (지바현)
나고정(那古町)은 지바현 아와군에 일찍이 존재했던 정이다. 현재의 다테야마시에 해당한다.

## 역사
- 1889년 4월 1일 -정촌제 시행에 수반해 헤이군 나기하라촌이 성립하였다.
- 1893년 1월 27일 - 나고촌이 정으로 승격 개칭해, 나고정이 되었다.
- 1897년 4월 1일 - 헤이군이 아와군에 편입되었다.
- 1939년 11월 3일 - 다테야마호조정, 후나카타정과 합병해, 다테야마시가 신설되어, 동일 나고정은 폐지되었다.

## 교통

### 철도
- 일본국유철도 (→ 동일본 여객철도)
  - 가사라즈선

### 도로
- 가사라즈 가도 (국도 제127호선)